# Tarbut

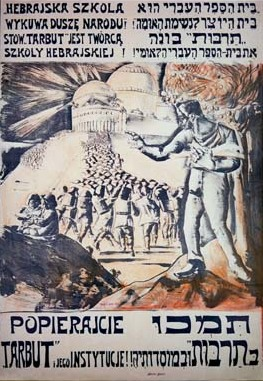
Tarbut poster

Tarbut : (en russe : Тарбут) (en hébreu : תַרְבּוּת — льтура) était une organisation culturelle juive sioniste fondée en 1922, à Varsovie, sous l'égide de laquelle, durant la période entre les deux dernières guerres mondiales, fut créé un réseau d'enseignement en hébreu en Pologne, en Roumanie, et en Lituanie. Le niveau des cours couvrait les jardins d'enfants jusqu'aux cours pour adultes.
Celle-ci produisait aussi du matériel pédagogique varié pour ses élèves. Les écoles Tarbuts comptaient 25 829 étudiants en 1921 ; 37 000 en 1934–1935 ; et 45 000 dans 270 établissements en 1939. Ses programmes comprenaient des matières telles que les sciences, les sciences humaines, en plus de l'étude de l'hébreu et de l'histoire juive.
L'époque de la guerre mondiale entraîna la fin de cette organisation en Europe, malgré le fait que les juifs européens firent appel et furent aidés par l'American Jewish Joint Distribution Committee le poète Chaim Nachman Bialik les leaders sionistes Nahum Sokolow et Vladimir Jabotinsky.
Cependant, certaines écoles Tarbut continuèrent leur mission d'éducation pendant la guerre. Ainsi à Boukhara, en Ouzbékistan, et ce au bénéfice de la population juive réfugiée en provenance de Pologne occupée.
Le réseau Tarbut n'existe plus de nos jours et il n'y a plus d'écoles de ce type. Mais malgré tout des écoles juives
partagent encore les valeurs des origines du mouvement et plusieurs ont intégré le nom Tarbut dans leur dénomination.
- Argentine: Collège Tarbut (en) à Olivos, Buenos Aires
- Mexique: Colegio Hebreo Tarbut à Mexico
- États-Unis: Tarbut V'Torah Community Day School à Irvine

- (en) Cet article est partiellement ou en totalité issu de l’article de Wikipédia en anglais intitulé « Tarbut » (voir la liste des auteurs).